# Appie Abbenhuis
Appie Abbenhuis (Bussum, 17 maart 1966) is een Nederlands voormalig karateka, timmerman en crimineel die een serie roofovervallen pleegde en uiteindelijk tot levenslang veroordeeld werd na het doden van twee personen tijdens een overval op de supermarkt van Albert Heijn in Oosterbeek.

## Jeugd en eerste misdrijven
Abbenhuis groeide op in Bussum waar hij na de lagere school zijn diploma behaalde aan de lagere technische school. Hierna ging hij werken als timmerman bij een jachtwerf in Loosdrecht. Naast zijn werk beoefende hij sport en werd Nederlands jeugdkampioen karate. Zijn vader, die hij bewonderde, stelde hoge eisen aan hem. Met negentien jaar ging hij om afstand te nemen samen met een vriend op kamers wonen in Bussum. Nadat hij na een ruzie met een collega op zijn werk ontslagen werd, begon hij drugs en drank te gebruiken. Hij kwam in aanraking met de politie toen een vriend tijdens een ruzie waar ook Abbenhuis bij betrokken was werd neergestoken. Met zijn huisgenoot, die in criminele kringen verkeerde, oefende hij in het omgaan met wapens en munitie. Hij kwam weer in aanraking met justitie door een serie geweldsdelicten. Hij molesteerde een treinconducteur die hem op zwartrijden betrapt had, mishandelde een man met dochtertje die hij tegenkwam, sloeg een man zonder aanleiding een gebroken kaak en trok een meisje van haar fiets. Nadat hij zelf in het ziekenhuis was beland, mishandelde hij daar een verpleegkundige. In Bussum raakte hij betrokken bij een vechtpartij in een discotheek.

## Overvallen
Naast deze gewelddadige incidenten begon hij in 1987 met diefstallen en overvallen. Op 22 december overviel hij het postagentschap in Vreeland. De buit was 7400 gulden. De beheerder van het agentschap werd tijdens de overval bewusteloos geslagen. Hierna volgden meer bankovervallen in Het Gooi. Omdat banken en postagentschappen de nummers van bankbiljetten noteerden, besloot hij het werkterrein van zijn groep overvallers te verleggen naar supermarkten. In oktober 1989 gaf hij leiding aan een overval op een filiaal van Albert Heijn in Baarn, waarbij 272.000 gulden werd buitgemaakt. Vluchtauto's werden met ammoniak besproeid achtergelaten om eventuele sporen uit te wissen. Deze methode zou later leiden tot het makkelijk kunnen identificeren door de politie van deze bijzondere modus operandi en zaken aan hem te koppelen. Doordat hij ook smeet met geld in het Gooise uitgaansleven en op de Amsterdamse Wallen en zijn activiteiten niet onopgemerkt bleven doordat mensen zaken doorgaven aan de politie, sloot het net rond Abbenhuis zich langzaam. Op 14 mei 1990 volgde de laatste overval, bij de Albert Heijn in Oosterbeek, waarbij twee personeelsleden met een nekschot door hem werden gedood en een derde in de rug werd geschoten, waardoor deze blijvend invalide raakte.

## Opsporing en veroordeling
Het politieonderzoek zou uiteindelijk twee jaar duren. Een uitzending van het televisieprogramma Crime Time in 1992 leidde er na tips toe dat een politie-infiltrant werd ingezet. Deze bezocht kerkdiensten van de Jehova's getuigen in Bussum waar hij lid van was. Abbenhuis kreeg in de gaten dat hij gezocht werd en vluchtte naar Chili, waar hij gearresteerd werd. Uiteindelijk werd hij in 1994 uitgeleverd aan Nederland en veroordeeld tot levenslange gevangenisstraf. Hij besloot niet in hoger beroep te gaan. Op 27 augustus 2022 werd bekend dat hij mogelijk in aanmerking komt voor vrijlating aangezien sinds 2017 levenslang gestraften na 25 jaar een herbeoordeling krijgen.